# 工藤俊作 (海軍軍人)
工藤 俊作（くどう しゅんさく、1901年（明治34年）1月7日 - 1979年（昭和54年）1月12日）は、大日本帝国海軍軍人。1942年3月の駆逐艦「雷」艦長時に、スラバヤ沖海戦で撃沈されたイギリス軍艦の漂流乗組員422名の救助を命じ実行させた人物として知られる。最終階級は海軍中佐。

## 経歴
山形県東置賜郡屋代村（現・高畠町大字竹森）で、農家の工藤七郎兵衛、きんの次男として生まれた。山形県立米沢中学校（現・米沢興譲館高校）を経て、1920年、海軍兵学校に入学（第51期）。同期には大井篤や実松譲、豊田隈雄、小園安名、有泉龍之助などがいる。八八艦隊構想のため、海軍兵学校は第50期から第52期までは入学定員が300名に拡大されていた。1923年、海軍兵学校を卒業。その後オーストラリア・ニュージーランドなどの南洋方面遠洋航海に出発するが、その練習艦のうちの一つである磐手の艦長にのちに海軍大臣、総理大臣を経験する米内光政がいた。
遠洋航海終了後に、軽巡洋艦「夕張」に配属された。1924年10月に戦艦「長門」に転属、同年12月に海軍少尉に任官。以降、水雷学校、砲術学校の学生を経て、1926年に海軍中尉、第二号掃海艇乗り組みとなる。1927年、駆逐艦「椿」に転属、1929年、駆逐艦「旗風」の航海長となり、カムチャツカ方面の警備を担当。1930年に軽巡「多摩」、翌年に水雷学校高等科で学ぶ。1932年に水雷学校を卒業し、以後、駆逐艦「桃」水雷長、重巡洋艦「鳥海」分隊長、駆逐艦「狭霧」水雷長、軽巡「球磨」水雷長、軽巡「多摩」水雷長、軽巡「五十鈴」水雷長を歴任する。
1937年に海軍少佐に昇進、1938年7月1日に駆逐艦「太刀風」艦長となった。同年12月1日に艦長を交代し、1940年陸上勤務となり、海軍砲術学校教官、横須賀鎮守府軍法会議判士を務めた。同年11月1日に駆逐艦「雷」の艦長となり、そのまま太平洋戦争を迎えた。

### 太平洋戦争
工藤が乗務する「雷」は第六駆逐隊に属し、太平洋戦争開戦時には僚艦「電」とともに第二遣支艦隊に属し香港の戦いにて海上封鎖を行った。その後、戦艦「榛名」を旗艦とする南方部隊本隊東方支援隊に入り、蘭印作戦等の南方の諸作戦に参加した。
1942年3月1日のスラバヤ沖海戦では友軍と共同してイギリス海軍の重巡洋艦「エクセター」や「エンカウンター」を撃沈するなどの戦果を挙げる。翌3月2日、航行中の「雷」は漂流者を発見。彼らは前日の掃討戦で沈没した「エンカウンター」等の乗組員であったが、艦長の工藤は「おい、助けてやれよ」と一言発して救助を指示した。敵潜水艦などからの攻撃を受ける危険を冒しながらも3時間に亘り行われた救護活動の結果、「雷」は乗組員に倍する422名を救助した。工藤は救助した英士官に英語で「あなた方は非常に勇敢に戦った。今、あなた方は日本海軍の名誉ある賓客である。」とスピーチしたという。翌日、日本軍が接収してバンジャルマシンに停泊中のオランダ海軍の病院船「オプテンノール」に捕虜を引き渡した。
その後、雷はフィリピン部隊に編入され、さらに第一艦隊に編入し内地帰還を命ぜられた。5月20日には第五艦隊の指揮下に入り、アッツ・キスカ攻略作戦に参加した。
工藤は1942年8月13日に駆逐艦「響」艦長に就任、11月に海軍中佐に昇進した。「響」では改装空母「大鷹」の護衛にあたり、横須賀とトラック島間を3往復した。12月に工藤は海軍施設本部部員、横須賀鎮守府総務部第一課勤務となり、翌年には海軍予備学生採用試験臨時委員を命じられた。1944年11月から体調を崩し、翌年3月15日に待命となった。

### 戦後
戦後は公職追放となり、故郷の山形で過ごしていた。妻の姪が開業した医院で事務の仕事に就くため埼玉県川口市に移ったが、1979年に胃癌のため没した。臨終前にクラスの大井が工藤のもとに駆けつけたが、大井に「貴様はよろしくやっているみたいだな。俺は独活の大木だったよ」と答え、その後に息を引き取ったという。工藤は同市の薬林寺の墓に眠っている。
上記敵兵救出の事実は、戦時中の国民世論の反発を考慮して公表されず、工藤自身もこのことを親族にも語らなかったという。
後述するとおり、遺族がこの逸話を知ったのは、助けられたイギリス海軍士官のうちの1人であったサムエル・フォール元海軍中尉によってである。更に2006年に惠隆之介が『敵兵を救助せよ！』を出版したことで、世間にも知られるようになった。

## 人物
身長185cm、体重95kgといった堂々とした体躯で柔道の有段者であったが、性格はおおらかで温和であった。そのため「工藤大仏」という渾名がついたという。海軍兵学校時代の校長であった鈴木貫太郎の影響を受け、艦内では鉄拳制裁を厳禁し、部下には分け隔て無く接していた事から、工藤が艦長を務めていた際の艦内は、いつもアットホームな雰囲気に満ちていたという。決断力もあり、細かいことには拘泥しなかったので、部下の信頼は厚かった。戦後は海兵のクラス会には出席することもなく、毎朝、戦死した同期や部下達の冥福を仏前で祈ることを日課にしていたという。

## エピソード
- 高松宮宣仁親王が「長門」に乗務の時、階段で転んで足に怪我を負い、艦内で草履を履くことになった。時宮の1人は大正天皇のお見舞いに行くことになったが、「さすがに草履というわけにはいかないのでどうしようか」と周囲に相談したところ、宮の心中を察した少尉の1人が「私のクラスに大足の大男がいます。奴の靴を借りましょう」と靴を借りてきた。それを宮が履いてみたところ包帯で巻かれていた右足はピッタシだったが左足はダブダブだった。「仕方ないので左は自分の靴を履いていくことにする」と左右全く大きさの違う靴を履いて天皇をお見舞いした。「上手く行った。御殿の人間にも侍従にも全くバレなかった」と宮は大喜びしたという。その少尉は「それでは奴に酒をおごらないといけませんな。奴は酒好きですから」と言ったので3人で宴会となり、後に同期全員で大宴会となった。最後は「殿下のツケでお願いします」となり宮が酒代すべてを支払うことになったというエピソードがある。この少尉の言う「大足の大男」で「酒好き」の「奴」こそ、少尉時代の工藤であった[14]。
- 香港の戦いで敵の哨戒艇の追撃中に陸上砲台の射程内に入ってしまい、砲撃を受けた「雷」の周囲には水柱が次々と上がったが、工藤は普段と全く変わらぬ素振りで部下に操艦を任せていた。これを見た乗員は皆、「この艦は沈まない」と思ったという[3]。
- 雷沈没当日の夜、雷に乗艦していた時の部下たちが「艦長！」「艦長！」と駆け寄り、工藤を中心に輪を作るように集まって来て静かに消えていった、という夢を見た。工藤ははっと飛び起き、雷に異変が起きたことを察知したという。
- 上述の「雷」に救助された砲術士官であったサムエル・フォール元海軍中尉（フォール卿）は、戦後は外交官として活躍したが、恩人の工藤の消息を探し続けていた。フォール卿は1987年にはアメリカ海軍の機関誌「プロシーディングス」の新年号に「武士道（Chivalry）」と題する工藤艦長を讃えた7ページにわたる投稿文を掲載した他、天皇訪問を控えてイギリスでの反日感情が高まりかけていた1998年にもタイムズ紙に「雷」の敵兵救助を紹介する投稿文を送って反日感情緩和を図った[7]。フォール卿が工藤の消息を探し当てた時には既に他界していたが、せめて工藤の墓参と遺族へ感謝を伝えようと2003年に来日した。しかし滞在中にそれらを実現できなかったため、惠隆之介に依頼した結果、2004年12月に墓所等の所在が判明した。そのことはフォール卿へ報告され、翌2005年1月に恵は墓参等を代理して行った。
- その後「海軍中佐工藤俊作顕彰会」の招きを受けたフォール卿は、駐日イギリス大使館附海軍武官や護衛艦「いかづち」乗員らの付き添いのもと、2008年12月7日に66年の時間を経て埼玉県川口市内の工藤の墓前に念願の墓参りを遂げ、感謝の思いを伝えた。この時行われた記者会見で、フォール卿は「ジャワ海で24時間も漂流していた私たちを小さな駆逐艦で救助し、丁重にもてなしてくれた恩はこれまで忘れたことがない。工藤艦長の墓前で最大の謝意をささげることができ、感動でいっぱいだ。今も工藤艦長が雷でスピーチしている姿を思い浮かべることができる。勇敢な武士道の精神を体現している人だった」と語っている[5][11][7]。このエピソードは2007年4月19日、フジテレビのバラエティー番組奇跡体験!アンビリバボーにて「誰も知らない65年前の奇跡」として再現ドラマを交えて紹介された。
- 工藤による敵兵救助行為をたたえるべく、出身地の高畠町の有志らによって顕彰碑建立が計画され、2010年から浜田広介記念館前に設置されている[11][15]。

## その他
工藤が行ったスラバヤ沖海戦での敵兵救助作業と似たような事例としては、上述の上村彦之丞の他、以下のような例がある。
- 一ノ瀬志朗 - 海防艦第10号海防艦艦長としてヒ72船団の生存者捜索に参加中、捕虜の航送中に撃沈された「楽洋丸」(南洋海運:9,418総トン)の生存捕虜157名の乗った4隻の救命ボートを発見し、停船して彼らを救助した。戦後、救助された捕虜の一人、オーストラリア軍のローランド・リチャーズ軍医大尉は、アメリカ潜水艦が我が物顔に猛威を振るっていた危険な海域で、身の危険をも顧みず、艦を停止して救助してくれた日本の海防艦の艦長や家族にお礼を言いたいので、是非捜して欲しいとPOW研究会（Prisoner of War＝戦争捕虜）に依頼し、同研究会は読売新聞社に依頼して一ノ瀬の消息を探したが、見つかることはなかった[17]。